# Gonia aldrichi
Gonia aldrichi là một loài ruồi trong họ Tachinidae.